# Rolf Zuckowski

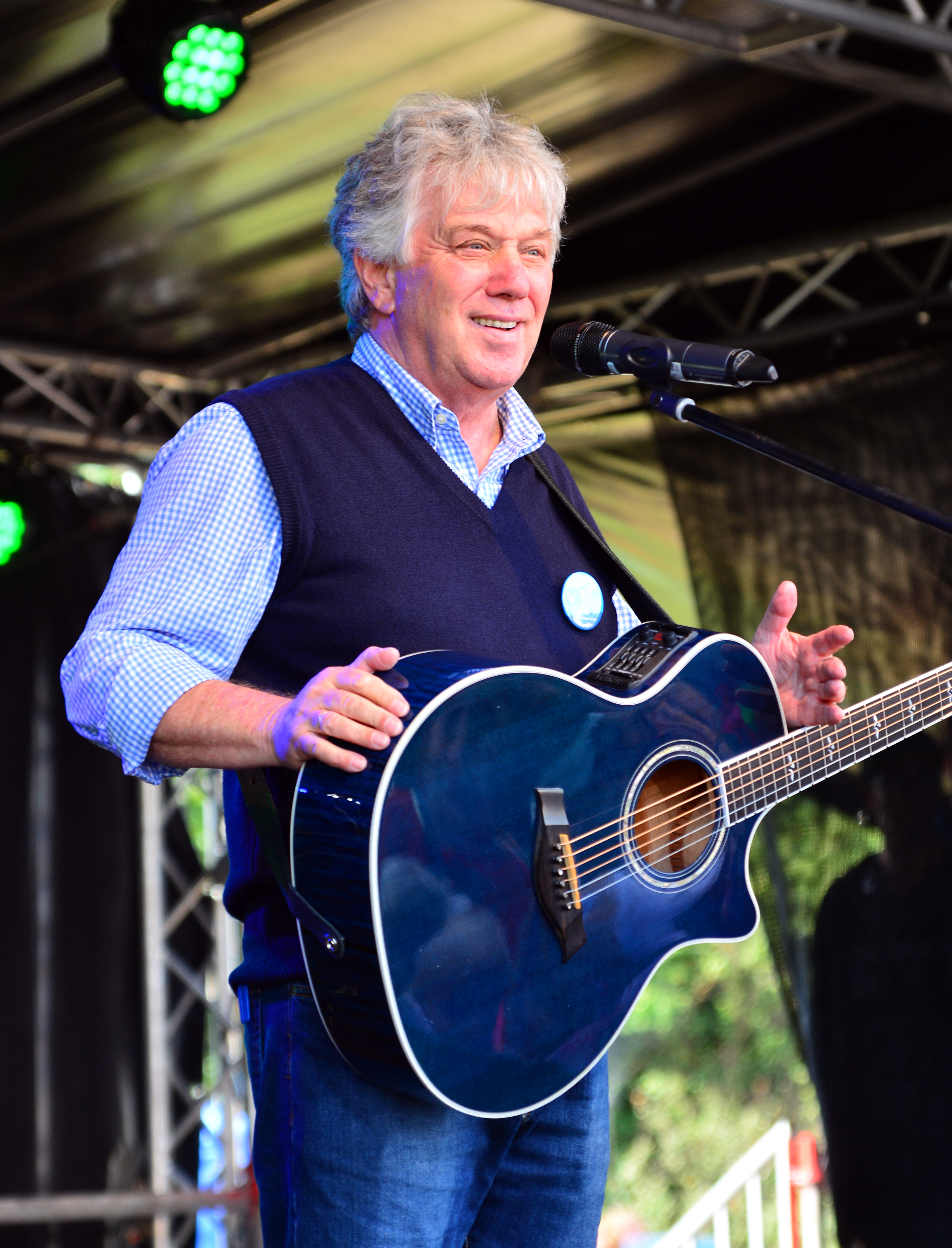
Rolf Zuckowski (2015)

Rolf Zuckowski (* 12. Mai 1947 in Hamburg) ist ein deutscher Musiker, Komponist, Musikproduzent und Autor von Kinderliedern. Zu seinen bekanntesten Titeln gehören Wie schön, dass du geboren bist, Ich mag, In der Weihnachtsbäckerei, Es schneit und Die Jahresuhr. Mit über 20 Millionen verkauften Tonträgern zählt Zuckowski zu den kommerziell erfolgreichsten Künstlern in Deutschland.

## Leben
Rolf Zuckowski ist Sohn eines Seemanns und einer Friseurin und hat drei Geschwister. Zusammen mit seiner Ehefrau Monika hat er drei Kinder: Tochter Anuschka (* 1971) sowie die Söhne Alexander (* 1974) und Andreas (* 1984).
Zuckowski wohnt in Hamburg-Blankenese, als direkter Nachbar von Otto Waalkes.

### Werdegang

#### 1960er und 1970er Jahre
1961 schenkte ihm sein Vater eine Gitarre. Als Mitglied der Schulband The Beathovens des Albrecht-Thaer-Gymnasiums in Hamburg, das er besuchte, war Zuckowski Sänger und Gitarrist; dort sammelte er 1964 erste Erfahrungen in der Musik. Das 1967 erschienene Album der Band Happy to be happy, mit ersten von Zuckowski geschriebenen Stücken, bedeutete den Anfang seiner Musikerkarriere. Im Dezember 1967 lösten sich The Beathovens auf. Mit seiner Nachfolgeband Harmony in Company spielte er noch drei Jahre. Nach seinem Abitur nahm er im selben Jahr das Studium der Betriebswirtschaft in Hamburg auf, das er 1972 mit dem Diplom abschloss. Zuckowski wurde 1972 Assistent der Geschäftsführung im Musikverlag Hans Sikorski.
Als Produzent, Liedtexter und Dirigent beim Eurovision Song Contest feierte Zuckowski Erfolge mit der Schweizer Band Peter, Sue & Marc. Außerdem schrieb er Texte für zahlreiche weitere Künstler. Inspiriert durch das Leben mit seinen Kindern, vertonte er 1974 die Bilder seines Freundes Peter Meetz, eines ehemaligen Mitglieds und Schlagzeugers seiner ersten Band The Beathovens. So entstand 1977 das Singspiel Rolfs Vogelhochzeit. 1978 gab er erste Konzerte in Schulen und Kindergärten in Niedersachsen. Es folgte die Veröffentlichung von Rolfs Schulweg-Hitparade 1979 in Zusammenarbeit mit der Aktion „Ein Herz für Kinder“, dem Deutschen Verkehrssicherheitsrat und der Deutschen Verkehrswacht.

#### 1980er Jahre
1980 machte Zuckowski seine erste bundesweite Tournee für die Aktionen „Kind und Verkehr“ sowie „Ein Herz für Kinder“. Für die Hörspielreihen Kerlchen und Die große Reise von Alfred Krink komponierte er die Lieder. Mit seinem Musikprojekt Rolf und seine Freunde wurde er ab 1981 mit dem Lied Du da im Radio, der LP/MC Radio Lollipop im Rundfunk und mit der eigenen Hörfunk-Serie Hallo du da bei Radio Luxemburg bekannt. Ebenfalls 1981 wurde Zuckowski Nachfolger von Georg Bossert und Anke Engelke als Moderator der Kindersendung Moment mal bei Radio Luxemburg. Das Lied ... und ganz doll mich, eine Coverversion des Liedes Ich mag von Volker Lechtenbrink, wurde 1982 in Wetten, dass..? präsentiert. Mit diesem Titel erreichte Zuckowski im selben Jahr Platz 1 in der ZDF-Hitparade. Dadurch erlangten Rolf und seine Freunde bundesweite Bekanntheit. Das Album Lieder, die wie Brücken sind erschien und wurde zum Markenzeichen für die Arbeit von Rolf Zuckowski. Auch das erste weihnachtliche Werk erschien in dieser Zeit: Wir warten auf Weihnachten.
Im Jahr 1983 entwarf Zuckowski für Peter Maffay das Konzept-Album Tabaluga und schrieb Titel dafür, unter anderem Nessaja (Ich wollte nie erwachsen sein). Zudem produzierte er sein neues Album Was Spaß macht. Zuckowski entwickelte 1984 die Große Show für kleine Leute, die im ZDF ausgestrahlt wurde. … und ganz doll mich kam mit 3776 von Kindern getexteten Zeilen als „längstes Lied der Welt“ ins Guinnessbuch der Rekorde. 1987 startete eine neue Fernsehserie unter dem Titel Singen macht Spaß mit zwölf Folgen im ZDF. Das Lied In der Weihnachtsbäckerei wurde 1987 in Wetten, dass..? vorgestellt und über Nacht zum neuen Volkslied. In Zusammenarbeit mit der Finkwarder Speeldeel entstand 1989 das Album HH zum 800. Hafengeburtstag. Außerdem war Rolf Zuckowski Erzähler bei Das große Abenteuer Musik, einer Klassik-Serie für Kinder.

#### 1990er Jahre
Rolfs Vogelhochzeit wurde 1990 im ZDF ausgestrahlt. Nach der Wiedervereinigung Deutschlands gab Zuckowski zudem erste Konzerte in der früheren DDR, wie in Plauen, Schwerin oder Erfurt. Im Frühjahr 1992 erschien das Lied Die Jahresuhr über die zwölf Monate und das gleichnamige Konzeptalbum, das vom ZDF als Rolfs Liederkalender, ebenso wie die neue Schulweg-Hitparade, verfilmt und als Video veröffentlicht wurde. Sowohl für die CD als auch für die TV-Version der Schulweg-Hitparade bekam Rolf Zuckowski den Christophorus Preis des Verkehrssicherheitsrates. Es folgte eine bundesweite Tournee mit der neuen Schulweg-Hitparade 1993. Im November erschien das Album Dezemberträume, in dem die „kleinen Freunde“ von 1982 als junge Erwachsene wieder dabei waren. 1994 erhielt Rolf Zuckowski den Deutschen Schallplattenpreis Echo. Das ZDF verfilmte die Dezemberträume. Mit Zuckowskis neuem Album Du brauchst ein Lied wurde das Plattenlabel „Musik für Dich“ bei Polydor im September offiziell gestartet. Auf einer 36-Tage-Tour entstand das erste Live-Video. Mit dem Buch Meine Lieder – meine Freunde erschien im Musikverlag Hans Sikorski eine Zwischenbilanz Zuckowskis mit Erinnerungen aus den Jahren 1974 bis 1994.
Nach über 15 Jahren ununterbrochener Tourneetätigkeit begann 1996 für Rolf Zuckowski das erste tourneefreie Jahr. In diesem Jahr entstand das Album Die Liederbüchermaus mit den beliebtesten Kindervolksliedern. Im Gerstenberg Verlag erschienen die ersten drei Ausgaben einer Bilderbuchreihe zu Zuckowskis Liedern unter dem Titel Bunte Liedergeschichten. Als Illustratorin hatte Rolf Zuckowski Julia Ginsbach entdeckt. Die zwölf Liedergeschichten waren auf einer Sampler-CD zusammengefasst. „Musik für Dich“ veröffentlichte außerdem die ersten beiden Folgen von Rales Musikmärchen mit den „Bremer Stadtmusikanten“ und „Frau Holle“. Im November erschien das Album Stille Nächte – helles Licht mit Liedern für den Advent, das Weihnachtsfest und die Zeit zwischen den Jahren, gesungen von Rolf Zuckowski und seinen „großen Freunden“. Ein Jahr später erschien Der Spielmann – Das Beste aus 20 Jahren, ein Doppelalbum mit den meistgespielten Liedern aus Konzerten, Funk und Fernsehen. Der Gerstenberg Verlag veröffentlichte sechs weitere Ausgaben der Bilderbuchreihe Bunte Liedergeschichten. Zum Herbst wurde die Reihe Rales Musikmärchen mit dem Froschkönig fortgesetzt. Speziell für die Kleineren stellte Rolf Zuckowski das Album Weihnachtszeit im Kindergarten zusammen. Zu seinem 50. Geburtstag am 12. Mai 1997 veranstaltete das ZDF eine große „Geburtstagsshow“ moderiert von Gregor Steinbrenner.
Im Frühjahr 1998 vervollständigten drei weitere Liederbücher die Buchreihe Bunte Liedergeschichten. Das ZDF verfilmte die Liederbücher und sendete sie ab November. Im Juni erschien Zuckowskis neues Album Gute Laune – Gute Fahrt für die Fahrt in den Urlaub. Auf diesem Album stellte Rolf Zuckowski als Gäste Die Rinks vor, deren Debütalbum Hier kommen die Rinks im Herbst erschien. Rolf Zuckowski präsentierte sein Kinder- und Familienfestival an der Mosel in Bernkastel-Kues mit dem Titel „Tage voller Glücksminuten“. Im Herbst erschien das Album Tiere brauchen Freunde, auf dem Rolf Zuckowski Nena, Die Prinzen und viele andere musikalische Freunde präsentierte. Ebenfalls im Herbst erschien auch König Drosselbart als Fortsetzung der Reihe Rales Musikmärchen. 1999 präsentierte Zuckowski das Musical-Hörspiel Der kleine Tag, ein Gemeinschaftswerk mit Hans Niehaus und Wolfram Eicke.
Am 28. August und 4. September 1999 präsentierte das ZDF ein „Live-Familienkonzert“ vom Mainzer Lerchenberg. Dort trat Zuckowski zusammen mit Gastchören, u. a. Die Rinks, seinen Kleinen und Großen Freunden sowie seiner Band auf. Beim Festakt zum Tag der Deutschen Einheit am 3. Oktober 1999 sang er zusammen mit seinen Freunden das Lied „Deutschland, deine Kinder“.

#### 2000er Jahre
Im Jahr 2000 gastierte Zuckowski in 15 CinemaxX-Kinos bundesweit und präsentierte jeweils drei seiner verfilmten Bunten Liedergeschichten auf großer Kinoleinwand. Parallel erschienen alle 12 Bunte Liedergeschichten auf Video und DVD. Im Juli startete Rolf Zuckowski unter dem Motto „Wir hier an der Elbe“ eine Tournee. Im Juli erschien parallel dazu das Album zur Tournee mit dem Titel Elbkinder. Am 2. Oktober wurde das Erwachsenen-Album mit dem Titel Kinder werden groß veröffentlicht. Erste Konzerte für Erwachsene folgten noch im selben Jahr. Im November 2000 wurde Zuckowski in der ZDF-Sendung Showpalast der „Deutsche Musikpreis 2000“ wegen seiner Verdienste als Komponist, Textdichter, Interpret und Musikproduzent um das Liedgut für die nachwachsenden Kindergenerationen überreicht.
Während einer Tournee durch Australien leitete Zuckowski auch mehrere Seminare in verschiedenen öffentlichen Einrichtungen, wie z. B. Schulen und Goethe-Instituten.
Mit der Veröffentlichung von Rolfs Hasengeschichte im März 2001 startete Rolf Zuckowski die Zusammenarbeit mit dem Coppenrath-Verlag in Münster. Mit Illustrationen von Julia Ginsbach erschien ein Bilderbuch zur gleichnamigen CD/MC. Das Notenheft Rolfs Hasengeschichte erschien im Musikverlag Sikorski. Weihnachten erschienen das neue Bilderbuch Guten Tag, ich bin der Nikolaus und eine Instrumental-CD In der Weihnachtsbäckerei mit den schönsten Weihnachtsliedern.
Zur Sonderedition Kinder brauchen Träume erschien 2002 die 160 Seiten starke Bilderbuch-CD der 12 bunten Liedergeschichten, die alle der bisher im Gerstenberg Verlag erschienenen Bilderbücher von Julia Ginsbach und Rolf Zuckowski enthielt. Ebenfalls feierte der Puppentrickfilm Rolfs Hasengeschichte im ZDF Premiere und wurde als VHS bei „Musik für Dich“ veröffentlicht. Das ZDF würdigte zu diesem Anlass die 20-jährige Zusammenarbeit mit Rolf Zuckowski mit einer besonderen Pressepräsentation. Im April wurde das CD/Video-Projekt für mehr Verkehrssicherheit Schau mal, hör mal, mach mal mit! der Öffentlichkeit vorgestellt. Das zweiteilige Video zur CD wurde ebenfalls im ZDF ausgestrahlt und erschien auf VHS bei „Musik für dich“. Mit großem Erfolg gab Zuckowski zwei Konzerte in der Balver Höhle für sein erwachsenes Publikum, wo die ersten Aufnahmen für eine Live-CD entstanden.
Im Jahr 2003 erschien bei „Musik für Dich“ eine Zusammenstellung mit den schönsten „Spaßliedern“ von Rolf und dem Bayerischen Duo Sternschnuppe. Zu der CD So eine Gaudi! strahlte das ZDF eine gleichnamige Sendung aus. Im März erschien die CD Die bayrische Vogelhochzeit, eine bayrische Interpretation der Vogelhochzeit von der Band Sternschnuppe.
Zuckowski war 2004 in der ersten Jahreshälfte mit Michael Gundlach auf großer Deutschland-Tour und stellte sein aktuelles Kinder- und Familienprogramm vor. Die Tour umfasste 139 Mitsing-Konzerte. Seit dem Jahr 2004 trägt eine Grundschule im Brandenburgischen Lindenberg seinen Namen.
Im März 2006 startete Rolf Zuckowski in Schleswig-Holstein mit seiner neuen Abendkonzertreihe für drei Generationen „Hat alles seine Zeit“. Zum 20-jährigen Bestehen der Städtepartnerschaft Hamburg/Shanghai reiste der Musiker im Mai in die chinesische Partnerstadt. Während seines Aufenthalts feierte dort „Rolfs Deutsch-Chinesische Vogelhochzeit“ mit über 150 deutschen und chinesischen Kindern Premiere. Im September kam der Kinderchor Kikotem, der erste guatemaltekische Chor, der überhaupt Europa besucht, nach Deutschland. Rolf Zuckowski hatte zu dem besonderen deutsch-guatemaltekischen Kinderkulturaustausch eingeladen. Höhepunkt des Treffens waren die gemeinsamen Konzerte mit einer Darbietung der Lieder von Rolf Zuckowski auf Spanisch. Im Oktober erschien das dritte CD-Bilderbuch in Zusammenarbeit mit der Illustratorin Julia Ginsbach: „Rolfs bunter Adventskalender“.
Im Jahr 2007 feierte der Künstler seinen 60. Geburtstag und veröffentlichte im Herbst seine Autobiografie 5 Jahre Mai zusammen mit der CD Leben ist mehr. Auf Antrag der Kinder erhielt er die internationale Auszeichnung als „Kavalier des Ordens des Lächelns“ für die musische Förderung des deutsch-polnischen Miteinanders. Am 15. Februar 2008 erhielt er einen Echo für sein Lebenswerk.
2009 erschien eine Parodie auf den Titel In der Weihnachtsbäckerei in der Sketchshow Dennis und Jesko. Der Interpret wurde Ralf Grabowski genannt. 

#### 2010er Jahre

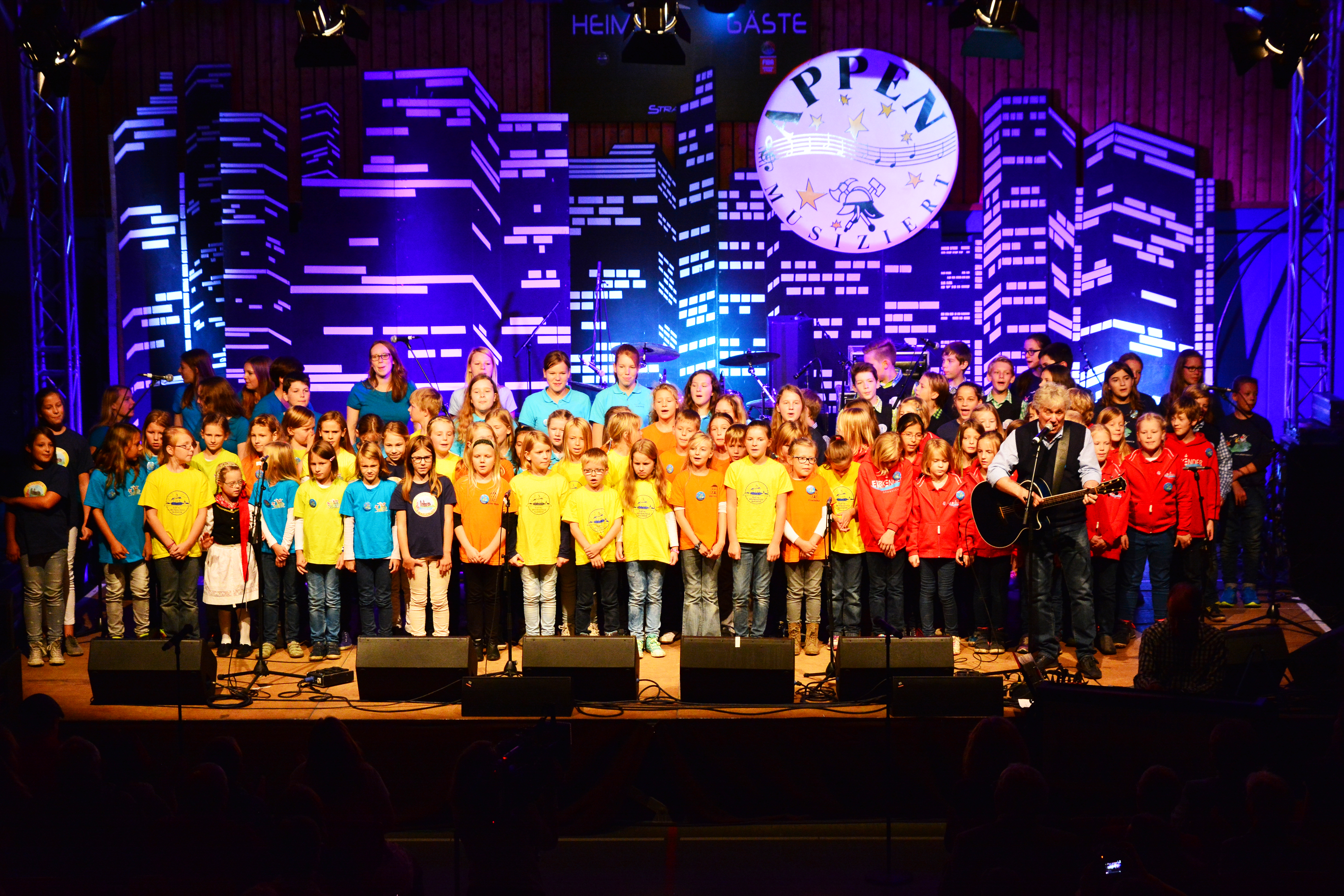
Rolf Zuckowski mit dem Elbkinderlandchor, 2015

Im Mai 2010 begann in Tschechien die große Elbtour 2010. Rolf Zuckowski sang während der bis September dauernden Tour mit insgesamt 30 Chören an 17 Orten. Zuckowski und seine Mitstreiter vom gemeinnützigen Verein Elbkinderland e. V. knüpften damit an die Elbtour 2000 an.
Am 1. Dezember 2012 gab er in der Sendung Das Adventsfest der 100.000 Lichter seinen Rückzug aus dem Showgeschäft bekannt. Er wolle sich von nun an auf andere Aufgaben konzentrieren wie z. B. die Beratung und Förderung junger Musiker. Von 2013 bis 2016 saß er bei Florian Silbereisens Adventssendung live aus Suhl im Publikum und präsentierte dort die von ihm geförderten Projekte. Sein Klassiker In der Weihnachtsbäckerei wurde dort 2015 von Otto Waalkes und 2016 von André Rieu neu interpretiert. Zu besonderen Anlässen, besonders für gemeinnützige Zwecke, tritt Zuckowski weiterhin auf. Mit Peter Reber veröffentlichte er 2016 den Song „Mein Freund“.
Im Jahr 2017 absolvierte Zuckowski mit der Konzert-Tournee 40 Jahre Rolfmusik 40 Konzerte in ganz Deutschland. „Ich möchte Weggefährten und Freunde aus 40 Jahren wiedersehen, ihnen meinen Dank ausdrücken, sowie neue Botschafter meiner Lieder kennenlernen“, so Rolf Zuckowski. Höhepunkt dieser Jubiläumstournee war sein Auftritt in der Hamburger Elbphilharmonie mit 16 Elbkinderchören aus Deutschland und Tschechien, sowie seiner Band. Wegen eines gebrochenen Sprunggelenks absolvierte er dieses Konzert im Rollstuhl. Otto Waalkes trat als Überraschungsgast auf. Die Moderation übernahmen Singa Gätgens und Juri Tetzlaff vom KiKA.
Seit 2018 spielt er jedes Jahr zur Adventszeit im Planetarium Hamburg ein Weihnachtskonzert zusammen mit seiner Tochter Anuschka, Martin Tingvall am Klavier, sowie weiteren Mitgliedern seiner Band.

#### 2020er Jahre
Von März 2020 bis 2023 veröffentlichte Zuckowski in der Corona-Zeit auf seinem YouTube-Kanal Rolf Zuckowski – Musik für Dich regelmäßig aus seinem Dachstübchen (hoch über der Elbe) Videos. Mit seiner Gitarre sang und erzählte er, wie seine Lieder entstanden sind und was er mit ihnen erlebt hat.
Im Oktober 2020 kam das Album Gemeinsam unterwegs – Lieder im Herbst des Lebens für Erwachsene heraus. 2021 erschien das Geschichtenlieder-Bilderbuch Rolfs Liedergeheimnisse in Zusammenarbeit mit Sarah Settgast.
2022 erschien seine Autobiografie Ein bisschen Mut, ein bisschen Glück – Mein musikalisches Leben und seine musikalische Biografie Meine Hits und Herzenslieder.
2023 veröffentlichte Zuckowski das Album Reiten ist mehr mit neuen Liedtexten der Voltigierpädagogin Stefanie Gontard vom Boberger Reitverein Hamburg e.V auf Melodien, die Rolf Zuckowski ursprünglich mit anderen Texten geschaffen hat.

## Soziales Engagement
Im Februar 2005 wurde Rolf Zuckowski das Verdienstkreuz am Bande der Bundesrepublik Deutschland verliehen. Die Auszeichnung würdigte Rolf Zuckowski als einen Menschen, der die musikalische Entwicklung von Kindern fördert. Im Oktober folgten weitere 56 Mitsing-Konzerte. Im November zeichnete die Bundesvereinigung Lebenshilfe Rolf Zuckowski mit dem Medienpreis „Bobby“ für besondere Verdienste um die Anerkennung und Akzeptanz behinderter Menschen in der Gesellschaft aus.
Seit 2010 ist er Pate von Kinderhospizen, z. B. des Kinderhospizes Bethel für unheilbar erkrankte Kinder.
2011 rief Rolf Zuckowski gemeinsam mit seinen Kollegen Detlev Jöcker und Volker Rosin den Deutschen Kita-Musikpreis ins Leben, der das Singen und Musizieren in den Kindergärten fördern will. Er wurde erstmals im Oktober 2011 in Hamburg an acht ausgewählte Kitas verliehen.
Seit 2017 ist er ehrenamtlicher Botschafter der Von Bodelschwinghschen Stiftungen Bethel.
Rolf Zuckowski wurde im September 2018 vom Bundespräsidenten „für sein langjähriges, herausragendes Engagement für die Stellung von Kindern in unserer Gesellschaft“ mit dem Bundesverdienstkreuz 1. Klasse ausgezeichnet.
Im Jahr 2025 wurde Zuckowski wegen seines langjährigen Engagements für Verkehrssicherheitsbelange zum Ehrenkommissar der Polizei Hamburg ernannt.

## Diskografie
Studioalben

| Jahr | Titel Pseudonym                                                            | Höchstplatzierung, Gesamtwochen, AuszeichnungChartplatzierungen (Jahr, Titel, Pseudonym, Platzierungen, Wochen, Auszeichnungen, Anmerkungen) | Höchstplatzierung, Gesamtwochen, AuszeichnungChartplatzierungen (Jahr, Titel, Pseudonym, Platzierungen, Wochen, Auszeichnungen, Anmerkungen) | Anmerkungen                                                 |
| Jahr | Titel Pseudonym                                                            | DE | AT | Anmerkungen                                                 |
| ---- | -------------------------------------------------------------------------- | --- | --- | ----------------------------------------------------------- |
| 1977 | Rolfs Vogelhochzeit Rolf Zuckowski                                         | DE— ×2DoppelplatinDE | — | Erstveröffentlichung: 1977 Verkäufe: + 1.000.000            |
| 1979 | Rolfs Schulweg-Hitparade Rolf Zuckowski                                    | DE— GoldDE | — | Erstveröffentlichung: 1979 Verkäufe: + 250.000              |
| 1981 | Rolfs Radio Lollipop Rolf und seine Freunde                                | DE— PlatinDE | — | Erstveröffentlichung: 1981 Verkäufe: + 500.000              |
| 1982 | Lieder die wie Brücken sind Rolf und seine Freunde                         | DE— GoldDE | — | Erstveröffentlichung: 1982 Verkäufe: + 250.000              |
| 1984 | Große Show für kleine Leute Rolf und seine Freunde                         | — | — | Erstveröffentlichung: 1984                                  |
| 1985 | Zeit für Kinder – Zeit für uns Rolf Zuckowski                              | DE— GoldDE | — | Erstveröffentlichung: 1985 Verkäufe: + 250.000              |
| 1986 | Frag’ mir doch kein Loch in ’n Bauch Rolf Zuckowski und seine Freunde      | DE— GoldDE | — | Erstveröffentlichung: 1986 Verkäufe: + 250.000              |
| 1989 | Starke Kinder Rolf und seine Freunde                                       | DE— PlatinDE | — | Erstveröffentlichung: 8. November 1989 Verkäufe: + 500.000  |
| 1990 | Was Spaß macht… Rolf und seine Freunde                                     | DE— GoldDE | — | Erstveröffentlichung: 5. April 1990 Verkäufe: + 250.000     |
| 1990 | Ich schaff’ das schon! Rolf und seine Freunde                              | DE— GoldDE | — | Erstveröffentlichung: 22. Oktober 1990 Verkäufe: + 250.000  |
| 1990 | Wir wollen Sonne Rolf Zuckowski und seine Freunde                          | DE— GoldDE | — | Erstveröffentlichung: 4. Dezember 1990 Verkäufe: + 250.000  |
| 1991 | Nahaufnahme Rolf Zuckowski                                                 | — | — | Erstveröffentlichung: 16. April 1991                        |
| 1992 | Die Jahresuhr Rolf und seine Freunde                                       | DE32 Platin · (10 Wo.)DE | — | Erstveröffentlichung: 12. März 1992 Verkäufe: + 500.000     |
| 1992 | Rolfs neue Schulweg-Hitparade Rolf Zuckowski                               | DE46 ×3Dreifachgold · (18 Wo.)DE | — | Erstveröffentlichung: 27. Juli 1992 Verkäufe: + 750.000     |
| 1993 | Rolfs Liederkalender – Sing mit uns Rolf Zuckowski                         | DE62 Gold · (9 Wo.)DE | — | Erstveröffentlichung: 19. November 1993 Verkäufe: + 250.000 |
| 1994 | Im Kindergarten Rolf und seine Freunde                                     | DE— ×5FünffachgoldDE | — | Erstveröffentlichung: 31. Mai 1994 Verkäufe: + 1.250.000    |
| 1994 | Du brauchst ein Lied Rolf Zuckowski mit seinen großen und kleinen Freunden | DE40 Gold · (14 Wo.)DE | — | Erstveröffentlichung: 9. September 1994 Verkäufe: + 250.000 |
| 1996 | Rolfs Liederbüchermaus Rolf Zuckowski                                      | DE71 Gold · (8 Wo.)DE | — | Erstveröffentlichung: 4. Oktober 1996 Verkäufe: + 250.000   |
| 1996 | 12 Bunte Liedergeschichten Rolf und seine Freunde                          | DE— GoldDE | — | Erstveröffentlichung: 4. Oktober 1996 Verkäufe: + 250.000   |
| 1998 | Gute Laune – Gute Fahrt Rolf und seine Freunde                             | DE78 (5 Wo.)DE | — | Erstveröffentlichung: 29. Mai 1998                          |
| 1998 | Tiere brauchen Freunde Rolf Zuckowski                                      | DE78 (2 Wo.)DE | — | Erstveröffentlichung: 30. Oktober 1998                      |
| 1999 | Der kleine Tag Rolf Zuckowski mit Wolfram Eicke & Hans Niehaus             | DE90 Gold · (2 Wo.)DE | — | Erstveröffentlichung: 1. Oktober 1999 Verkäufe: + 150.000   |
| 2000 | Elbkinder Rolf Zuckowski mit vielen kleinen und großen Freunden            | — | — | Erstveröffentlichung: 21. Juli 2000                         |
| 2000 | Kinder werden groß Rolf Zuckowski                                          | DE90 (1 Wo.)DE | — | Erstveröffentlichung: 29. September 2000                    |
| 2001 | Rolfs Hasengeschichte – Ich bin stark Rolf Zuckowski                       | DE30 Platin · (6 Wo.)DE | — | Erstveröffentlichung: 2. März 2001 Verkäufe: + 300.000      |
| 2001 | Oma liebt Opapa Rolf Zuckowski und seine Freunde                           | — | — | Erstveröffentlichung: 5. November 2001                      |
| 2002 | Kinder brauchen Träume Rolf Zuckowski                                      | — | — | Erstveröffentlichung: 6. März 2002                          |
| 2002 | Schau mal, hör mal, mach mal mit! Zuckowski – Beate Lambert – Georg Feils  | — | — | Erstveröffentlichung: 2002                                  |
| 2003 | So eine Gaudi Rolf Zuckowski trifft Sternschnuppe                          | — | — | Erstveröffentlichung: 17. Februar 2003                      |
| 2004 | Nobbi und die Sonnenkinder Rolf Zuckowski und seine Freunde                | — | — | Erstveröffentlichung: 10. Mai 2004                          |
| 2004 | Heia – Rolfs kleine Nachtmusik Rolf Zuckowski                              | — | — | Erstveröffentlichung: 1. November 2004                      |
| 2005 | Hat alles seine Zeit Rolf Zuckowski                                        | — | — | Erstveröffentlichung: 5. September 2005                     |
| 2005 | Wie schön, dass du geboren bist Rolf Zuckowski und seine Freunde           | DE— GoldDE | — | Erstveröffentlichung: 5. September 2005 Verkäufe: + 100.000 |
| 2005 | Orchesterspaß für Ohrenspitzer Rolf Zuckowski                              | — | — | Erstveröffentlichung: 21. Oktober 2005                      |
| 2006 | Sommerkinder Rolf Zuckowski und seine Freunde                              | — | — | Erstveröffentlichung: 2. Juni 2006                          |
| 2007 | Rolfs Familien-Sommerfest Rolf Zuckowski und seine Freunde                 | DE— GoldDE | — | Erstveröffentlichung: 2007 Verkäufe: + 100.000              |
| 2008 | Meine Heimat – Unser blauer Planet Rolf Zuckowski und seine Freunde        | — | — | Erstveröffentlichung: 26. September 2008                    |
| 2010 | Rolfs Kinderfrühling Rolf Zuckowski und seine Freunde                      | DE98 Gold · (1 Wo.)DE | — | Erstveröffentlichung: 26. Februar 2010 Verkäufe: + 100.000  |
| 2010 | Ich schaff das schon! Rolf Zuckowski und seine Freunde                     | — | — | Erstveröffentlichung: 1. Oktober 2010                       |
| 2011 | Rolfs fröhlicher Familientag Rolf Zuckowski                                | — | — | Erstveröffentlichung: 18. März 2011                         |
| 2011 | Dann traut euch – 7 klingende Hochzeitsgrüße Rolf Zuckowski                | — | — | Erstveröffentlichung: 8. Juli 2011                          |
| 2012 | leiseStärke Rolf Zuckowski                                                 | DE80 (1 Wo.)DE | — | Erstveröffentlichung: 16. März 2012                         |
| 2020 | Gemeinsam unterwegs – Lieder im Herbst des Lebens Rolf Zuckowski           | DE70 (1 Wo.)DE | — | Erstveröffentlichung: 25. September 2020                    |
| 2023 | Reiten ist mehr Rolf Zuckowski & Die Pferdefreunde                         | — | — | Erstveröffentlichung: 21. April 2023                        |

### The Beathovens
Rolf Zuckowski (Gitarre), Joachim Pauly (Leadgitarre), Michael Rick (Bass), Peter Meetz (Drums)
- 1964: Going To Beat/Oldtimer’s Beat (Single)
- 1967: Blow-Up Machine/Sweet music (Single)
- 1967: Happy to Be Happy (LP)

## Auszeichnungen
- 1992: Christophorus-Preis des Deutschen Verkehrssicherheitsrates für die Schulweg-Hitparade[21]
- 1994: ECHO Pop[21]
- 2000: Deutscher Musikpreis[22]
- 2001: Paul-Lincke-Ring[23]
- 2005: Verdienstkreuz am Bande des Verdienstordens der Bundesrepublik Deutschland[21]
- 2005: Lebenshilfe-Medienpreis Bobby (2005, zum zweiten Mal)[24]
- 2007: Goldene Stimmgabel Platinum Lifetime Award[25]
- 2008: Kavalier des Ordens des Lächelns[26]
- 2008: ECHO Pop als Auszeichnung für sein Lebenswerk[27]
- 2017: Verdienstkreuz 1. Klasse des Verdienstordens der Bundesrepublik Deutschland
- 2025: Ehrenkommissar der Polizei Hamburg